# David Peterson
David Peterson (ur. 28 grudnia 1943 w Toronto) – polityk kanadyjski, premier prowincji Ontario od 26 czerwca 1985 do 1 października 1990, przywódca Ontario Liberal Party (Partii Liberalnej Ontario) od 1982 do 1990.
Po raz pierwszy wybrany do parlamentu ontaryjskiego z okręgu London Centre w 1975 i ponownie w czterech kolejnych wyborach, zasiadał w nim do 1990. Pod jego przewodnictwem jego partia zdobyła silne drugie miejsce w wyborach w 1985, co pozwoliło jej rządzić z poparciem lewicowej Nowej Demokratycznej Partii (NDP), i pierwsze miejsce w 1987. W 1990 przegrała wybory, zupełnie niespodziewanie tracąc władzę na rzecz NDP. Wynik ten był jedną z największych politycznych niespodzianek w historii Kanady, gdyż jeszcze kilka miesięcy przed wyborami Partia Liberalna cieszyła się dużym poparciem, co właśnie skłoniło ją do przedterminowych wyborów. Porażka ta skłoniła Petersona do ustąpienia z roli przewodniczącego partii i odejścia od polityki.
Od 1 lipca 2006 pełni funkcję kanclerza (chancellor) Uniwersytetu Toronto.